# Baldomero Lillo
Baldomero Lillo Figueroa (Lota, 6 gennaio 1867 – San Bernardo, 10 settembre 1923) è stato uno scrittore cileno, considerato il maestro del realismo sociale nel suo paese.

## Vita e opere
Figlio di José Nazario Lillo Mendoza e di Mercedes Figueroa, nacque nella città mineraria di Tehuel, dove passò tutta l'infanzia e una parte dell'età adulta. Per ragioni economiche dovette abbandonare i suoi studi, dedicandosi al lavoro, un impiego nell'emporio della miniera. Questo lavoro gli diede comunque tempo per la lettura, passione ereditata dal padre, e per conoscere la realtà sociale dei lavoratori nelle miniere di carbone del suo paese natale, cosa che influenzerà larga parte della sua opera.
Si trasferì a Santiago del Cile nel 1898, seguendo il fratello a cui era stato dato un incarico all'Università del Cile.
Le tematiche dei suoi racconti furono sempre vincolate ai settori più marginali e miserabili della società cilena, prediligendo descrizioni di sofferenza e analizzando l'emotività dei suoi personaggi. Ogni suo racconto è riempito con dettagli, anche minimi, per via della larga influenza che ebbe sul suo stile la narrativa naturalista. La sua prima novella venne pubblicata da La Revista Católica di Santiago. In seguito collaborò con altre pubblicazioni, come El Mercurio e la rivista Zig-Zag, su cui apparirono regolarmente le sue opere.
Tra i lavori più importanti si trovano le raccolte di racconti Subterra (1904, basata principalmente sulle miniere carbonifere di Lota), Subsole (1907, sulla vita rurale e con uno stile leggermente meno drammatico), Inamible e Quilapán.
Un romanzo sul massacro di Santa María de Iquique sarebbe dovuta essere la sua opera maestra, ma una tubercolosi polmonare cronica lo stroncò nel 1923, impedendogli di concludere il lavoro.